# Dark Riders
Les Dark Riders sont un groupe de super-vilains appartenant à l'univers de Marvel Comics. Créés par Chris Claremont, Jim Lee et Whilce Portacio, ils sont apparus pour la première fois dans X-Factor vol.1 no 65.

## Origine
Les Dark Riders sont les sbires du puissant mutant Apocalypse. Leur credo est la survie du plus fort. Certains d'entre eux sont des Inhumains.
À l'origine, au XVe siècle, Apocalypse traversa l'Europe à la tête d'une armée de cavaliers, les Cavaliers sombres. Cette troupe était réputée pour infliger une grande peur à leurs adversaires.
Apocalypse conquit un jour la cité d'Attilan (la ville des Inhumains) et choisit six Inhumains (Barrage, Foxbat, Gauntlet, Harddrive, Psynaspe et Tusk). Ils devinrent les Cavaliers de l'Orage, en l'honneur de la première armée du puissant mutant. Ce sont eux qui combattirent les X-Men et infectèrent le fils de Cyclope avec un virus techno-organique. Apocalypse fut battu, mais ses serviteurs restèrent loyaux et emmenèrent son corps.
Des mois plus tard, Mister Sinistre utilisa son pouvoir de métamorphose et manipula les Cavaliers d'Apocalypse. Les Riders réveillèrent leur maître, qui fut très vite attaqué par Stryfe (son fils adoptif dans le futur). Stryfe les vainquit au combat, et ils se rangèrent de son côté suivant la théorie darwiniste de leur ancien chef.
Les Dark Riders travaillèrent ensuite sous les ordres de Genesis. Ils éliminèrent le plus faible d'entre eux, Foxbat, et piégèrent Cable et Caliban, un ancien Cavalier.
Genesis décida ensuite de recruter le mutant Wolverine à sa cause. Il envoya les Riders libérer Cyber pour récupérer son exosquelette d'adamantium et le donner au X-Man. Dans le combat qui s'ensuivit, Lifeforce et Hurricane furent tués par des éclats rejetés du corps de Logan, qui tua ensuite Spyne, Deadbolt et Genesis lui-même.

## Membres

### Dirtnap
La véritable apparence du mutant Dirtnap est inconnue. Étant métamorphe, il peut changer de forme et d'apparence à volonté. Il apparait souvent comme un gros rat portant une marque jaune, sa forme par défaut semble-t-il. 
Dirtnap fut tué en aidant Génération X à battre Emplate.

### Foxbat
(Inhumain)
On ne sait pas grand-chose de la vie de Foxbat. Foxbat possède une force, une agilité et des réflexes surhumains.
Sa vision est excellente et adaptée au noir. 
Il possède des excroissances osseuses sur les avant-bras, et des griffes. 
Il a fait partie des Dark Riders jusqu'à ce qu'il soit tué par ses propres partenaires, le jugeant trop faible pour vivre.

### Gauntlet
(Inhumain)
On ne connait pas les origines de Gauntlet si ce n'est qu'il est le chef du groupe sur le terrain. Sa force, sa vitesse et son endurance sont légèrement supérieures à celle d'un être humain.
Il possède de nombreuses armes, allant du fusil laser, au couteau, jusqu'au bazooka.
Il est équipé de nombreux capteurs et détecteurs (infra-rouge, zoom...)
Il n'a pas été tué. À sa dernière apparition, il avait été engagé par Blaquesmith pour retrouver et éliminer Cyclope, après l'aventure des Douze.

### Tusk
(Inhumain)
Tusk peut créer de petites versions de lui-même.
Il possède une super-force et des défenses protubérantes.

### Psynapse
(Inhumain). Télépathe, cousin de Médusa et Crystal, il a été tué par Madelyne Prior.

### Barrage
Pour les articles homonymes, voir Barrage (homonymie).
(Inhumain). Les bras de Barrage sont des armes biologiques qui récoltent l'énergie ambiante et la focalisent en décharges de chaleur explosives. 
Il a été tué par Madelyne Prior.

### HardDrive
Ses origines sont inconnues. Il peut être mutant ou Inhumain. 
HardDrive peut fusionner avec la technologie, lui permettant d'utiliser tout type d'ordinateur ou encore de transformer ses membres en armes bioniques. Grâce à ses multiples fusions passées, HardDrive peut se téléporter, tirer des cartouches de plasma, scanner et analyser l'environnement, et projeter une force électro-magnétique.. Il servait de téléporteur au groupe. Dans le groupe, c'était lui qui faisait passer le test d'aptitude et déterminait donc l'attaque des Dark Riders.
Il a fait partie des Dark Riders jusqu'à ce qu'il soit tué par Madelyne Prior. 

### Lifeforce
Lifeforce est une mutante absorbant l'énergie de ses victimes et pouvant la rediriger sous la forme de rafales de force.
Elle a fait partie des Dark Riders jusqu'à ce qu'elle soit tuée par des éclats de shrapnel lancés par Wolverine.

### Spyne
Mutant, Spyne possède une force, une agilité, et des réflexes surhumains. 
Ses jambes musclées lui permettent de faire de grands sauts ; sa peau est couverte de petites écailles rouges solides ; ses yeux brillants lui donnent une vision accrue. 
Il possède des griffes, des crocs et une queue préhensile. 
Spyne a fait partie des Dark Riders jusqu'à ce qu'il soit tué par Wolverine.

### Hurricane
Hurricane est un mutant. Hurricane contrôle la pression atmosphérique autour de lui, lui permettant de lancer de puissantes et précises rafales de vent, suffisantes pour détruire des barrières. 
Il a fait partie des Dark Riders jusqu'à ce qu'il soit tué par des éclats de shrapnel lancés par Wolverine.

### Deadbolt
Le mutant Deadbolt est un squelette vivant contenu dans un champ bioénergétique. Ce champ fait repousser ses os en quelques instants, aussi se sert-il de ceux-ci comme armes de jet.
Il a fait partie des Dark Riders jusqu'à ce qu'il soit décapité par Wolverine.

## Utilisation
Les Dark Riders, affiliés à certains leaders (Apocalypse, Genesis, Mr Sinistre ou Stryfe) ou de leur propre chef, ont toujours lutté pour promouvoir la théorie que « seuls les plus aptes survivent ». Ils n'hésitent pas à se tuer entre eux s'ils pensent que l'un d'entre d'eux n'est plus apte.
Au cours de leur carrière, ils ont donc tué un certain nombre de mutants « inaptes », ayant échoué au test imposé.

### Mutants ayant raté le test
- Mesmero (a survécu)
- Foxbat
- Psynapse
- Cyber

### Mutants ayant réussi le test
- Cyclope
- Stryfe